# Mark Osborne
Mark Randolph Osborne (Trenton, 17 september 1970) is een Amerikaans filmregisseur, scenarioschrijver, filmproducent en animator.

## Biografie
Mark Randolph Osborne werd geboren in 1970 in Trenton (New Jersey) en studeerde Foundation Art op het Pratt Institute in New York. In juni 1992 behaalde hij een Bachelor of Fine Arts Degree in Experimental Animation op het California Institute of the Arts. Zijn afstudeerfilm Greener werd vertoond in filmfestivals wereldwijd en behaalde verschillende prijzen. Zijn korte stop-motionfilm More uit 1998 werd getoond op meer dan 150 internationale filmfestivals waar hij verschillende prijzen behaalde en in 1999 genomineerd voor een Oscar voor beste korte animatiefilm. Osborne werkte ook mee aan de animatieserie SpongeBob SquarePants en in 2004 aan de film van de serie. In 2008 was hij coregisseur van de animatiefilm Kung Fu Panda, die ook in 2009 een Oscarnominatie kreeg voor beste animatiefilm. Osborne regisseerde de 3D-animatiefilm Le Petit Prince die geselecteerd werd voor het filmfestival van Cannes 2015.

## Filmografie
- The Maggie and the Ferocious Beast Movie(2022) (regisseur: live action regisseur)
- The Little Prince (2015) (regisseur)
- Kung Fu Panda (2008) (regisseur, stem van Pig Patron)
- The Better Half (2004) (regisseur)
- The SpongeBob SquarePants Movie (2004) (regisseur: live-action sequence)
- SpongeBob SquarePants (1999-2004) (regisseur, live-action regisseur, consulting producer)
- Dropping Out (2000) (regisseur, 'Thank You' Guy)
- Short 7: Utopia (2000) (regisseur)
- Herd (1999) (Fed #2, producent)
- More (kortfilm, 1998) (regisseur, producent, schrijver, cinematografie, montage, digitale effecten, stop-motion-animator)
- Greener (kortfilm, 1994) (regisseur, schrijver, cinematografie, montage)

## Prijzen en nominaties[2]
De belangrijkste:
| Jaar | Prijs | Categorie                | Genomineerde(n)                                                     | Uitslag     |
| ---- | ----- | ------------------------ | ------------------------------------------------------------------- | ----------- |
| 2022 | Oscar | Beste animatiefilm       | The Maggie and the Ferocious Beast Movie (samen met John Stevenson) | Genomineerd |
| 2009 | Oscar | Beste animatiefilm       | Kung Fu Panda (samen met John Stevenson)                            | Genomineerd |
| 1999 | Oscar | Beste korte animatiefilm | More (samen met Steve Kalafer)                                      | Genomineerd |